# Universität Primorska
Die Universität Primorska (slowenisch Univerza na Primorskem; italienisch Università del Litorale) ist eine 2003 gegründete staatliche Universität in Slowenien. Sie hat Standorte in Koper, Izola und Portorož und wurde nach der slowenischen Region Primorska (d. h. „Küste“/„Küstenregion“, also „Universität der Küstenregion“) benannt. Präsidentin ist die Mathematikerin Klavdija Kutnar.

## Geschichte
Am 29. Januar 2003 wurde die Gründungscharta von der slowenischen Nationalversammlung verabschiedet und somit die Universität Primorska gegründet.

## Organisation
Die Universität besteht aus 7 Fakultäten und 2 Forschungsinstituten.
- Fakultät für Bildungswissenschaften (Koper)
- Fakultät für Design (Trzin)
- Fakultät für Geisteswissenschaften (Koper)
- Fakultät für Gesundheitswesen (Izola)
- Fakultät für Management (Koper)
- Fakultät für Mathematik, Naturwissenschaften und Informatik (Koper)
- Fakultät für Tourismus (Portorož)

- Forschungscenter (Koper)
- Primorska-Institut der Naturwissenschaften und Technik (Koper)

Die Hochschule verfügt über ein Netzwerk an Partnerhochschulen, u. a.:
- Bulgarien: Wirtschaftsuniversität Varna
- Deutschland: Universität Bremen, Universität/Gesamthochschule Wuppertal
- Finnland: LAB University Lahti/Lappeenranta; LAUREA University Vantaa
- Österreich: FH Kufstein, FH Klagenfurt
- Russland: Lomonosov Staatsuniversität Moskau/Wirtschaftsuniversität (mit einem Doubble-Degree-Programm)